# Coupe du Liechtenstein de football 1987-1988
Navigation
Édition précédente Édition suivante
La coupe du Liechtenstein 1987-1988 de football est la 43e édition de la Coupe nationale de football, la seule compétition nationale du pays en l'absence de championnat.
La finale est disputée à Balzers, le 12 mai 1988, entre le FC Vaduz et l'USV Eschen/Mauren. 
Le FC Vaduz remporte le trophée en battant l'USV Eschen/Mauren. Il s'agit du 22e titre de l'histoire du club dans la compétition.

## 1ertour
L'USV Eschen/Mauren est exempté de ce tour.
| Équipe 1             | Résultat        | Équipe 2      |
| -------------------- | --------------- | ------------- |
| FC Schaan Azzurri    | 0 - 9           | FC Balzers    |
| FC Triesenberg       | 5 - 2           | FC Vaduz II   |
| FC Schaan II         | 3 - 4           | FC Ruggell    |
| FC Triesen II        | 0 - 4           | FC Schaan     |
| USV Eschen/Mauren II | 0 - 1           | FC Vaduz      |
| FC Balzers II        | 1 - 10          | FC Triesen    |
| FC Triesenberg II    | 1 - 1 4 - 2 tab | FC Ruggell II |

## Quarts de finale
| Équipe 1          | Résultat | Équipe 2          |
| ----------------- | -------- | ----------------- |
| FC Triesenberg    | 6 - 3    | FC Triesen        |
| FC Ruggell        | 2 - 5    | FC Vaduz          |
| FC Schaan         | 1 - 5    | USV Eschen/Mauren |
| FC Triesenberg II | 0 - 1    | FC Balzers        |

## Demi-finales
| Équipe 1       | Résultat | Équipe 2          |
| -------------- | -------- | ----------------- |
| FC Balzers     | 0 - 1    | FC Vaduz          |
| FC Triesenberg | 2 - 4    | USV Eschen/Mauren |

## Finale
| 12 mai 1988 | FC Vaduz | 2 - 0 | USV Eschen/Mauren | Balzers |  |
|             |          |       |                   |         |  |